# حسين أباد شغمان (غافروبارمون)
حسین أباد شغمان (بالفارسية: حسین‌آباد شگمان) هي قرية تقع في إيران في هرمزغان. يقدر عدد سكانها بـ 339 نسمة بحسب إحصاء 2016.